# Suplacu de Tinca
Suplacu de Tinca – wieś w Rumunii, w okręgu Bihor, w gminie Căpâlna. W 2011 roku liczyła 411 mieszkańców.